# 中禅寺 (日光市)
中禅寺（ちゅうぜんじ）は栃木県日光市の中禅寺湖畔・歌ヶ浜にある天台宗の寺院である。本尊は十一面千手観世音菩薩で、世界遺産に登録された輪王寺の別院であり、坂東三十三観音の第18番に位置付けられている。
本尊真言：おん ばざら たらま きりく そわか
ご詠歌：中禅寺のぼりて拝むみずうみの うたの浜路にたつは白波

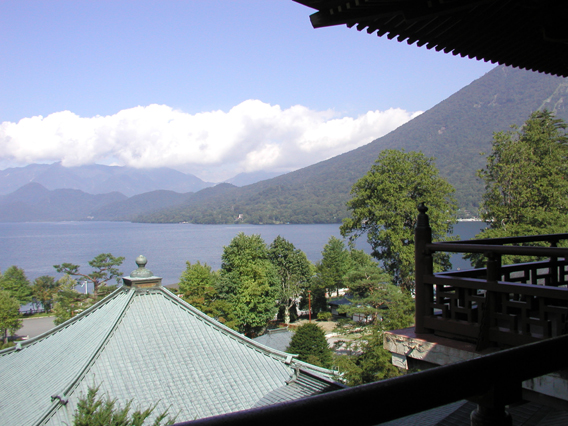
五大堂から見た中禅寺湖
（堂内は撮影禁止）

## 歴史
寺伝によれば784年（延暦3年）、日光山の開祖である勝道上人が船で湖を遊覧していた際に、湖上に千手観音の姿を感得し、桂の木に立木のまま千手観音像を刻んだ。この「立木千手観世音菩薩」を本尊として、中禅寺が開かれた。
当初は、二荒山神社の神宮寺として、男体山登拝口近くに建立され、「補陀洛山（ふだらくさん）中禅寺」（現在の日光二荒山神社中宮祠（ちゅうぐうし））とされた。本尊は、その本寺（ほんじ）観音堂に祀られた。脇侍として、源頼朝が寄進した四天王像が祀られた。
日光は女人禁制の霊場だったため、女性はいろは坂の途中の「女人堂」から本尊を遥拝した。
1141年（康治元年）、 藤原敦光が「中禅寺私記」を著す。
1315年（正和4年）、 仁澄により中禅寺の大造営が行なわれる。
1872年（明治5年）、 神仏分離により輪王寺別院となる。山内の女人牛馬禁制解禁。
1902年（明治35年）、足尾台風による大山津波により壊滅的被害を受け、現在の地（中禅寺湖畔の歌ヶ浜）に再建される。このとき、観音堂が湖上に押し流されたが、本尊は無傷のまま湖上に浮かび、現在の観音堂に祀られることとなった。
1969年（昭和44年） 勝道上人開山1200年記念事業として五大明王堂が建設される。

## 境内
本堂（立木観音堂）
本尊の千手観音（十一面千手観音）像を安置する。
波之利大黒天堂
波之利大黒天を祀る御堂。波之利（なみのり）と書いて「はしり」と読む。勝道上人が日光山を開いた時、中禅寺湖の波の上に現れた大黒天を祀る。「波の上を走る」が「安産」を連想させ、安産の御利益があるとされる。また、「波に乗る」「波の上にとどまる」が「足止め」と解され、出征者や家出人の帰還、恋人や配偶者の浮気防止の御利益があると云われる。波之利大黒天は同じく輪王寺別院の宝増寺や、足尾界隈の大黒橋（栃木県道250号中宮祠足尾線の渡良瀬川橋梁）袂にも祀られている、日光由緒の大黒天である。
五大堂
堂内に不動明王を中心として降三世明王、軍荼利明王、大威徳明王、金剛夜叉明王からなる五大明王像が安置されている。中禅寺は天台宗の寺院であるが、台密で多く用いられる烏枢沙摩明王ではなく東密（真言宗）で用いられる金剛夜叉明王が祀られている。
天井画「瑞祥龍」は堅山南風によるもの。格天井の「日光花づくし」は院展の24人による。
愛染堂
本堂前に建つ小さな堂で、愛染明王像を安置。映画『愛染かつら』のロケ地として有名になり、縁結びにご利益があるとして信仰を集めている。

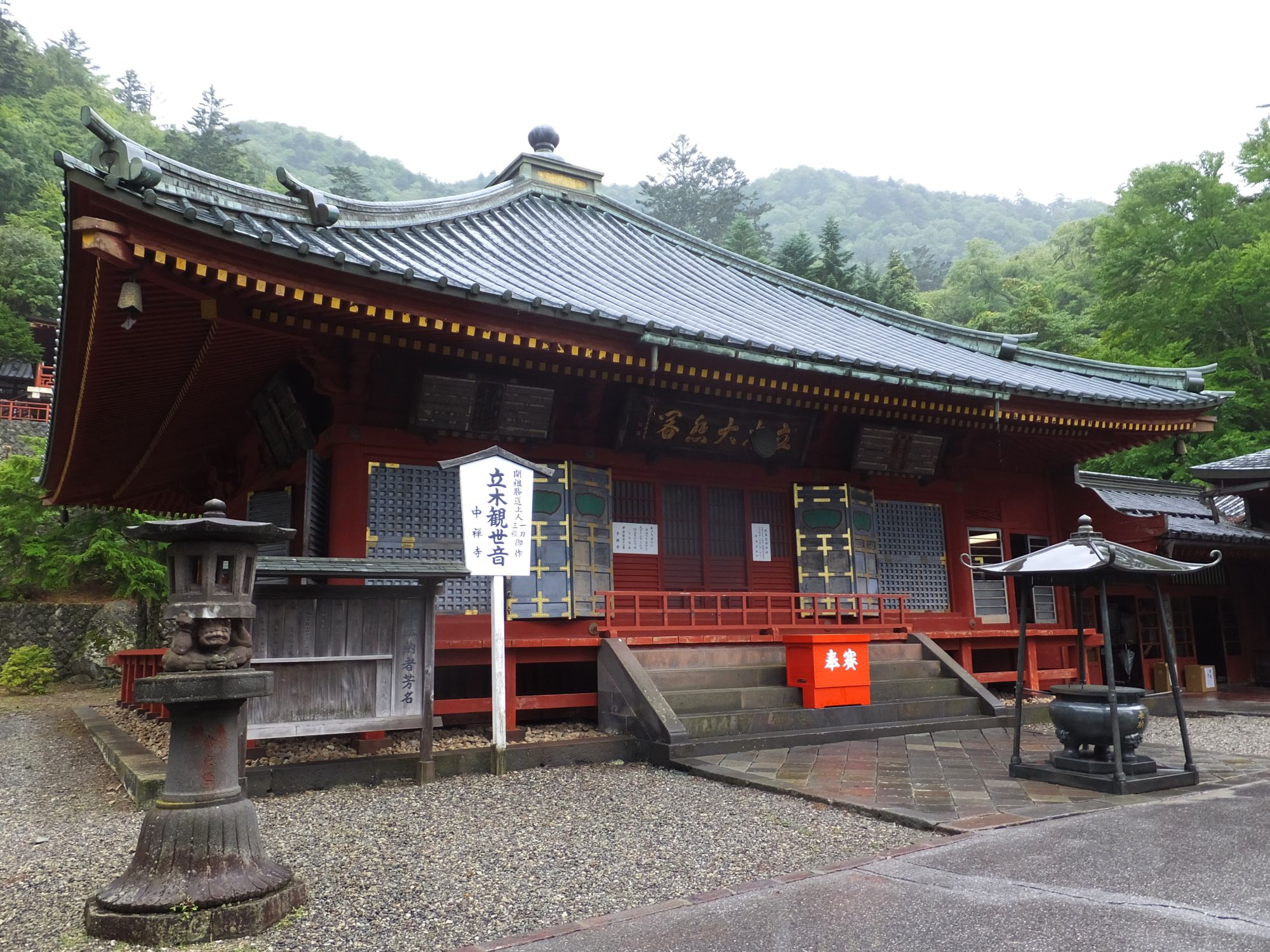
立木観音堂
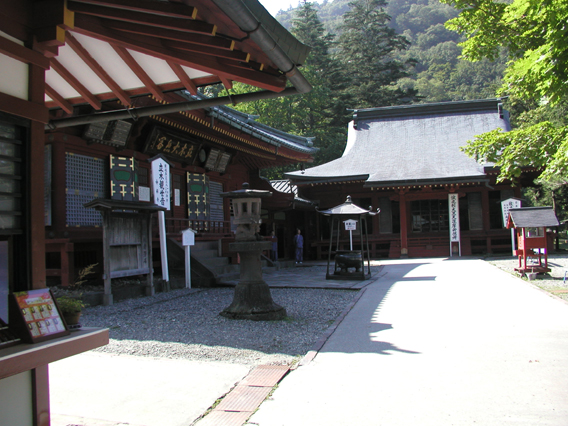
波之利大黒天堂（正面）
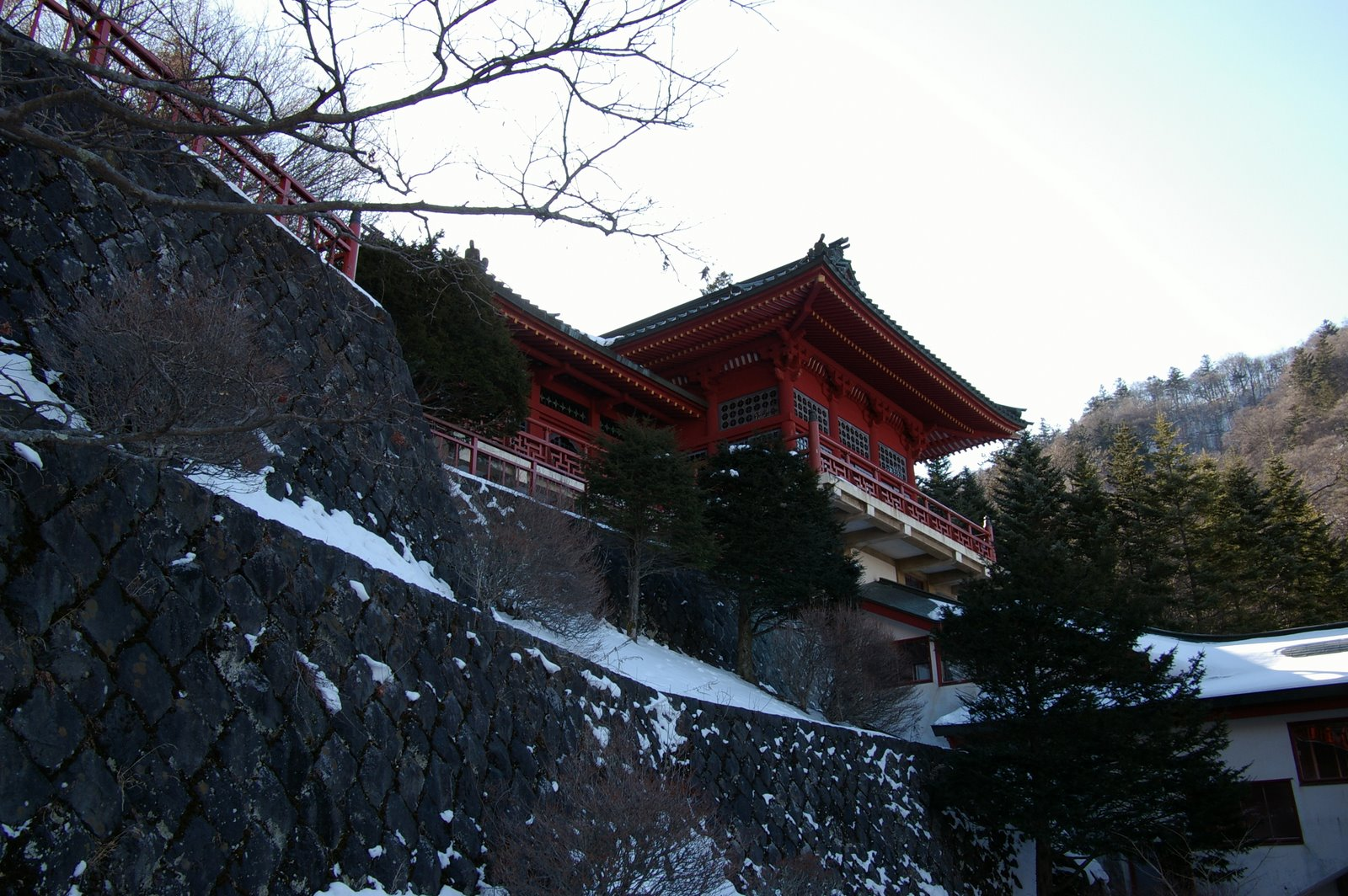
五大堂
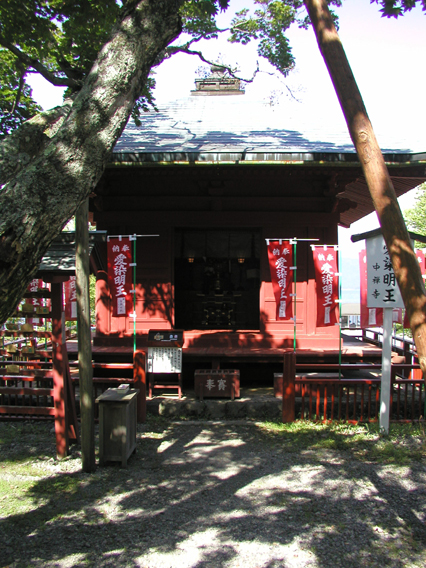
愛染堂
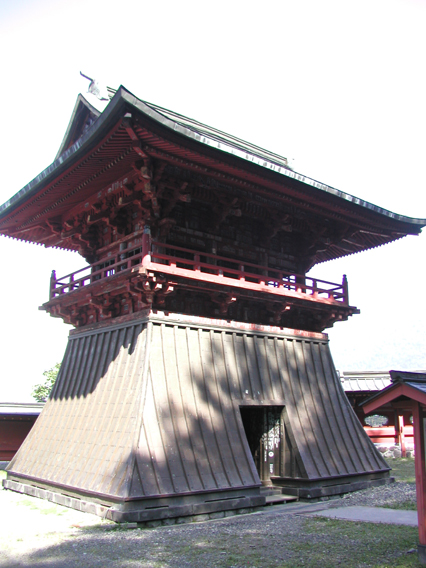
鐘楼。参拝者に公開されている
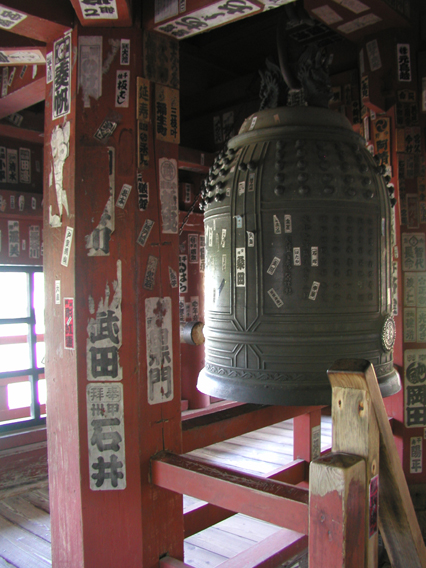
鐘楼内部
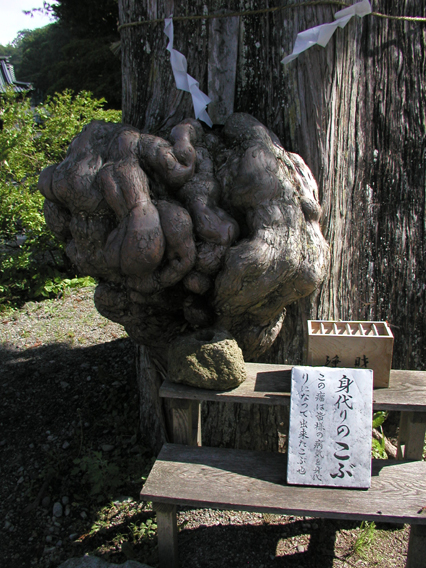
身代わりのこぶ

## 文化財

### 重要文化財
- 木造千手観音立像 - 立木観音堂に安置。像高約6メートル。1914年（大正3年）8月25日付けで古社寺保存法に基づく国宝（旧国宝、現行法の重要文化財に相当）に指定されている。所有者名義は輪王寺。勝道上人が延暦年間（奈良時代末期-平安時代初期）に立木に彫刻したとの伝承から立木観音と通称される。ノミをいれる度にお経を三回読む「一刀三禮彫り」によって彫られたと言われている。[2]作風・技法等から見て、実際の製作年代は平安時代後期と推定されている。カツラ材の一木彫で、42本の手などは別材を寄せて造られている。1902年（明治35年）9月28日から9月29日にかけての暴風雨により起きた男体山の山津波により中禅寺湖に流されたが、3日後奇跡的に浮かび上がり、現在の中禅寺湖東岸に安置された。これにより、苦難や災事を乗り越える力を与えてくれるとの信仰を集めるようになった。

## 年中行事
- 観音講

例年6月18日14時開始。大法要および大護摩供。
- 船禅頂（ふなぜんじょう）

例年8月4日10時開始。勝道上人の墓の1つとされ、首の骨が収められていると伝えられる上野島（こうずけしま）などを船で巡拝。

## 交通
- JR日光線日光駅または東武日光線東武日光駅から、東武バス中禅寺温泉行または湯元温泉行にて中禅寺温泉下車、徒歩20分、または中禅寺温泉より東武バス中禅寺スカイライン半月山線半月山行き（7月 - 11月のみ運行）に乗り換えて立木観音・遊覧船発着所下車、徒歩4分
- 中禅寺湖クルージング中禅寺湖一周コース（7月 - 11月のみ運航）にて船の駅中禅寺または菖蒲ヶ浜、大使館別荘記念公園より立木観音前で下船後、徒歩5分。

## 前後の札所
坂東三十三観音
17 満願寺 (栃木市)　--　18 中禅寺　--　19 大谷寺 (宇都宮市)